# Marcus Nonius Balbus
Marcus Nonius Balbus war ein römischer Politiker des 1. Jahrhunderts v. Chr. aus Herculaneum. Er war ein bedeutender Patron seiner Heimatstadt und ein Vertrauter des späteren Kaisers Augustus. In Folge des Ausbruchs des Vesuvs im Jahr 79, durch welchen die Stadt unter Asche begraben und konserviert wurde, sind viele Inschriften und Statuen erhalten, die sein Leben und Wirken außergewöhnlich detailliert dokumentieren.

## Leben
Sein Vater hieß ebenfalls Marcus Nonius Balbus, seine Mutter war eine Viciria Archais, seine Frau hieß Volsennia Tertia. Er stammte ursprünglich aus Nuceria und war in der tribus der Menenia eingeschrieben.
Im Jahr 32 v. Chr. war er Volkstribun. In dieser Funktion legte er sein Veto gegen einen Antrag des Konsuls Gaius Sosius ein, der einen Senatsbeschluss gegen den aus allen Ämtern geschiedenen Augustus erwirken wollte. 31 oder 30 v. Chr. muss er das Amt des Prätors bekleidet haben.

### Statthalterschaft in Kreta
Balbus’ Statthalterschaft als Prokonsul ist durch fünf Dankesinschriften der Stadt Gortyn, der Kolonie Knossos sowie als Patron der Kreter insgesamt in Herculaneum dokumentiert. Die zeitliche Einordnung auf die Jahre 29/28 v. Chr. ist nur über Indizien möglich. Über sein Wirken auf Kreta ist sehr wenig bekannt.
Balbus wurde wahrscheinlich aufgrund seiner Loyalität zu Augustus für diesen Posten ausgewählt, da Kreta lange Zeit zu Marcus Antonius gehalten hatte. Er setzte dort eine Politik der Gnade um, wie schon Augustus’ Adoptivvater Gaius Iulius Caesar sie gegenüber seinen ehemaligen Feinden pflegte (clementia Caesaris). So reintegrierte Balbus die Insel ohne Bestrafung der Bevölkerung oder Eliten ins Römische Reich, nachdem sie in den vorangegangenen Jahrzehnten erst an Ägypten übergeben und den Kretern anschließend die Unabhängigkeit für ihre Unterstützung gegen Augustus versprochen worden war.
Balbus wurde lange Zeit die Statthalterschaft über die römische Provinz Creta et Cyrene zugeschrieben. Wahrscheinlich wurde die Provinz jedoch unter Marcus Antonius oder spätestens nach Augustus’ Sieg in der Schlacht bei Actium aufgeteilt und erst 27 v. Chr. wiedervereinigt. Jedenfalls finden sich für die Jahre 30 bis 27 v. Chr. zahlreiche Hinweise auf unterschiedliche Statthalter auf Kreta sowie in Cyrenaica. Balbus war demnach nur Statthalter von Kreta, was auch erklären würde, weshalb die Dankesinschriften an ihn in Herculaneum ausschließlich von Kreta stammen, während vom afrikanischen Festland nichts dergleichen dokumentiert ist.

### Wirken und Erbe in Herculaneum

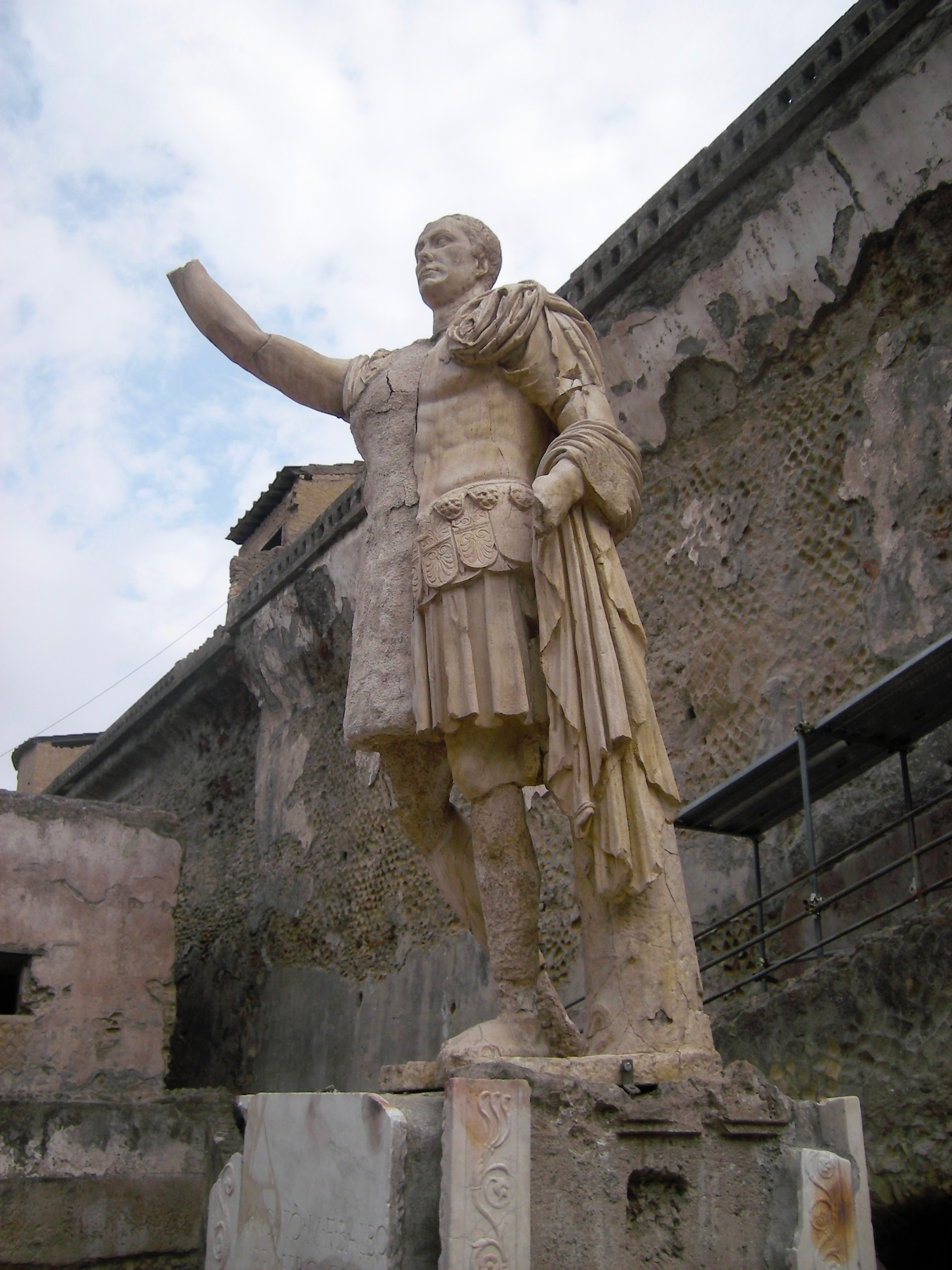
Die Statue des Marcus Nonius Balbus in Herculaneum, von Marcus Nonius Volusianus, einem Freigelassenen, errichtet.

Balbus ließ in Herculaneum eine Basilika mitsamt zugehöriger Mauer und Toren errichten, die basilica Noniana, die auch nach seinem Tod nach ihm benannt blieb. Die Stadt stiftete ihm eine Reiterstatue sowie eine Ehrenstatue. Die Bürger seiner Geburtsstadt Nuceria stifteten ihm ebenfalls eine Reiterstatue. All diese Statuen wurden wahrscheinlich in oder vor der von ihm gestifteten Basilika aufgestellt.
Statuen seiner Mutter, seiner Frau sowie mehrerer nicht identifizierter Frauen, die aufgrund ihres Aussehens jedoch vermutlich seine Töchter darstellen, wurden im Theater gefunden. Eine Inschrift zu seinen Ehren über dem Zugang zur Bühne wurde wahrscheinlich nach seinem Tod angebracht und markierte den Platz für seinen Ehrensessel. Die Platzierung gegenüber dem Ehrenplatz für den verstorbenen Konsul Appius Claudius Pulcher zeigt die herausgehobene Stellung von Balbus in Herculaneum.
Nach seinem Tod wurde am Standort der späteren Terme suburbane ein Altar für ihn errichtet, auf welchem sein Leichnam eingeäschert wurde. Daneben stand eine ihm gewidmete Statue, welche wahrscheinlich von einem seiner freigelassenen Sklaven gestiftet wurde. Ob diese bereits zu seinen Lebzeiten oder erst nach seinem Tod errichtet wurde, ist jedoch unklar.